# Aeschynomene fluitans
Aeschynomene fluitans es una especie de planta fanerógama perteneciente a la familia de las fabáceas. Es originaria del sur de África.

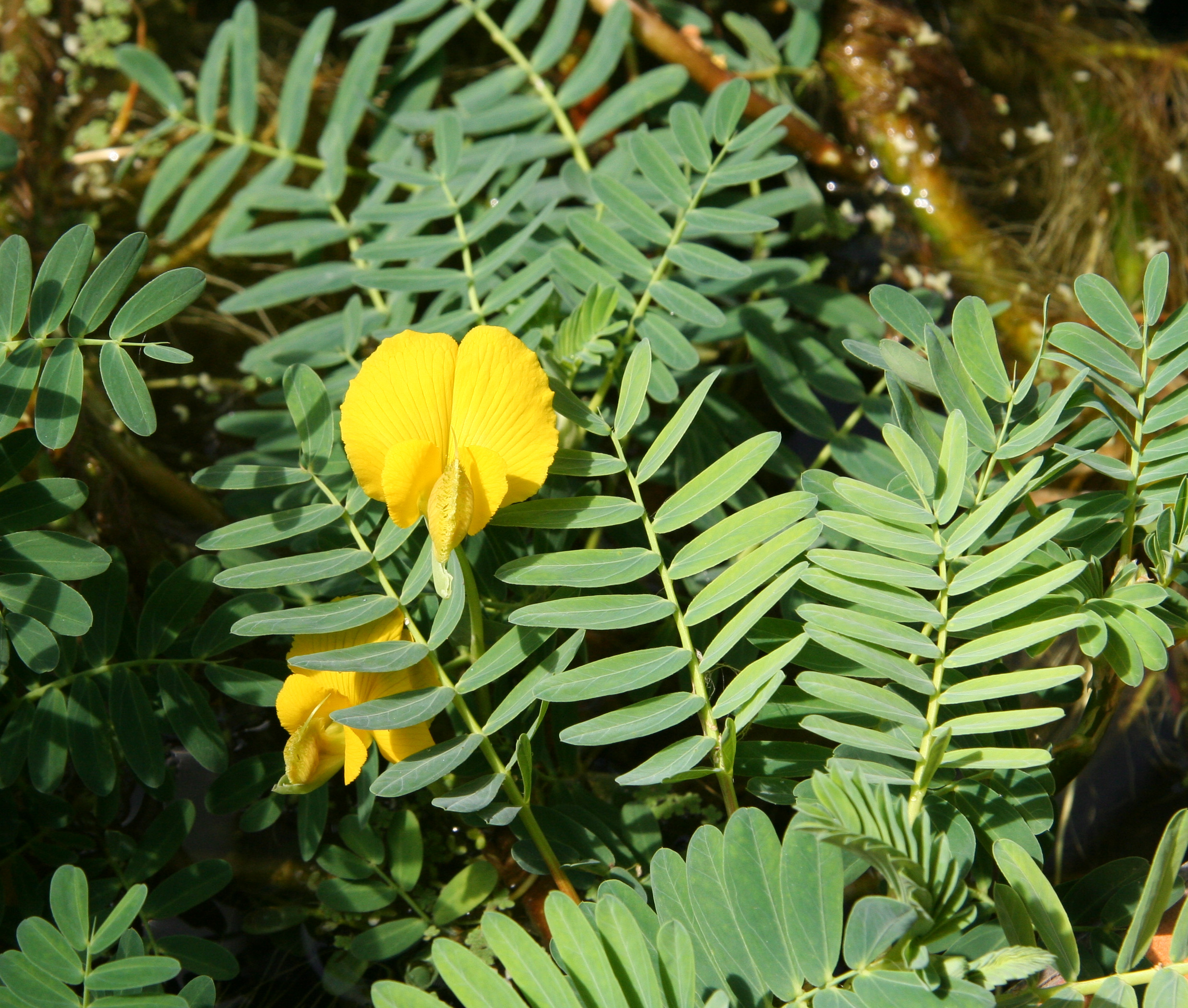
Vista de la planta

## Descripción
Es una hierba perenne, o en ocasiones anual, que alcanza un tamaño de 1-4,5 m de largo, flotante; tallos huecos, esponjosos y gruesos, de 0,5-1 cm de diámetro, densamente cubierto de raíces adventicias.

## Ecología
Se encuentra en pantanos permanentes; bancos de arena; llanuras aluviales; márgenes lentos de ríos y en estanques; a una altitud de  300-1500 m altitud.

## Taxonomía
Aeschynomene fluitans fue descrita por  Gustav Albert Peter y publicado en Abhandlungen der Königlichen Gesellschaft der Wissenschaften, Göttingen. Mathematisch-Physikalische Klasse, n. s. 13(2): 82–83, t. 2. 1928.
Etimología
Aeschynomene: nombre genérico que deriva de las palabras griegas para una planta sensible utilizado por Plinio el Viejo, aischynomene, deriva de aischyno =  "vergüenza", y del latín Aeschynomene para una planta que se encoge cuando se toca, una planta sensible.
fluitans: epíteto latíno que significa "flotante"
Sinonimia
- Aeschynomene crassicaulis sensu Gossw. & Mendonca
- Aeschynomene schlechteri Baker f.[7][8]